# Будницкий, Лев Давыдович
Лев Давыдович Будницкий (29 июня (12 июля) 1915, Остёр, Черниговская губерния, Российская империя — 10 августа 2001, Томск, Россия) — руководящий работник промышленности СССР, директор Томского завода режущих инструментов (1962—1989). Герой Социалистического Труда (1985).

## Биография
С 1929 года работал учеником слесаря в кустарной мастерской, с 1931 года — в Киеве, слесарь на ткацко-прядильной фабрике. Учился в Магнитогорском горнопромышленном училище (1933—1935).
Окончил Московский машиностроительный институт (1940), инженер-механик по специальности «холодная обработка металлов». Работал на заводе «Фрезер» в Москве, конструктор-технолог, заведующий конструкторским бюро.
В 1941 году вместе с заводом был эвакуирован в Томск, где в 1942 году на эвакуированном оборудовании был создан Томский инструментальный завод (в 1943 году переименован в Томский завод режущих инструментов). Занимал последовательно руководящие должности на заводе, с 1954 года был главным инженером завода. В 1962—1989 годах — директор завода.
Автор нескольких изобретений.
Сын — радиофизик и инженер Давыд Львович Будницкий (род. 1945).

## Награды
- Герой Социалистического Труда (10.07.1985)
- Орден Ленина (10.07.1985)
- Орден Октябрьской Революции (5.04.1971)
- два ордена Трудового Красного Знамени (8.08.1966, 3.03.1976)
- медали
- Заслуженный машиностроитель РСФСР (1984)

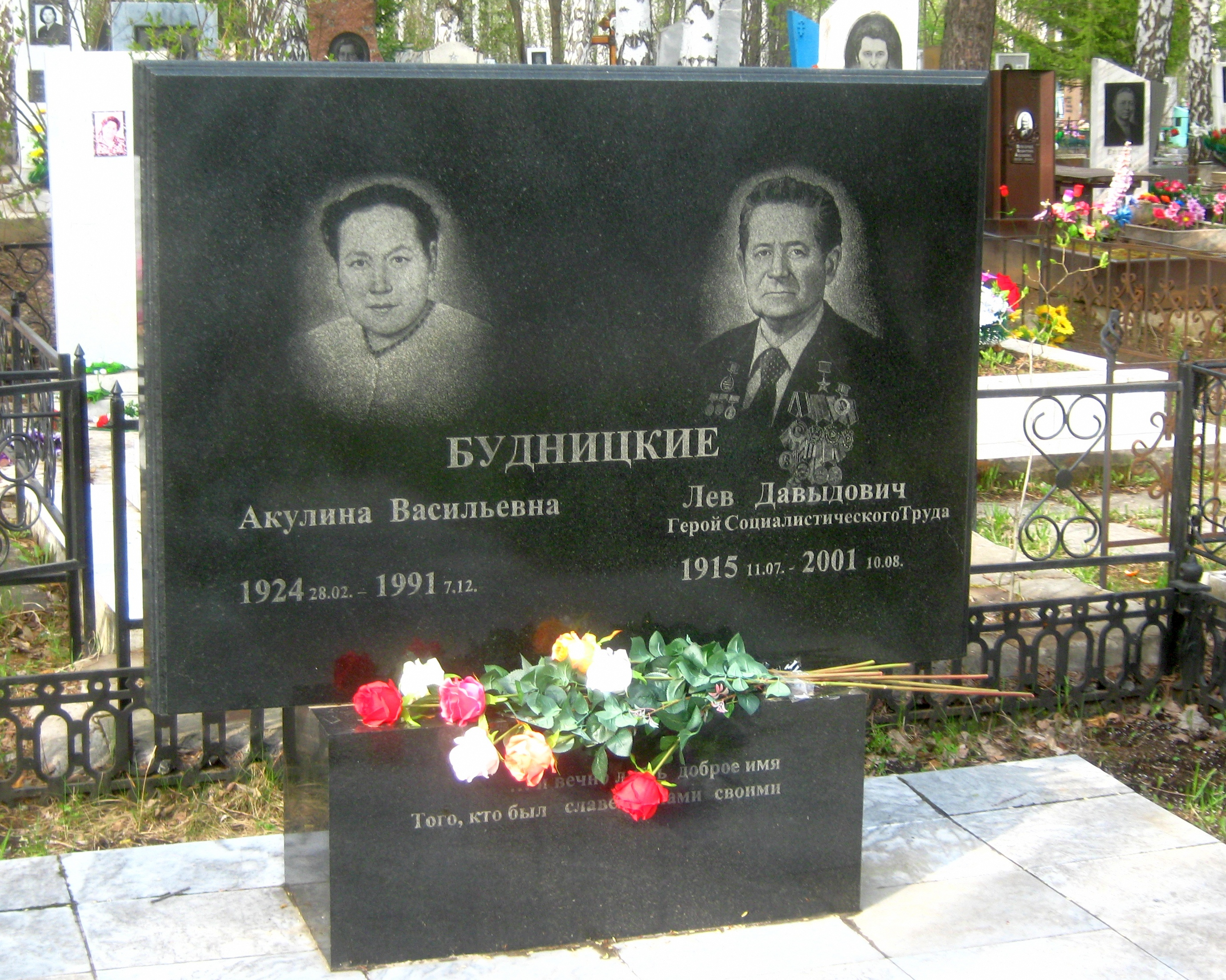
Могила на кладбище Бактин

## Память
- Мемориальная доска на здании АО «Томский инструмент» (улица Вершинина, 43)[1]
- Бюст на улице Нахимова в Томске, на которой жил Л. Д. Будницкий (открыт в 2016 году)[2]

## Публикации
- Л. Д. Будницкий. Производство литых биметаллических и монолитных фрез. М.: ВНИИ, 1959.[3]
- Л. Д. Будницкий. Оборотные средства угольной промышленности: опыт Томского ордена Трудового Красного Знамени завода режущих инструментов. Томск, 1962.